# پریرا (کلمبیا)
پریرا (کلمبیا) (به اسپانیایی: Pereira, Colombia) یک سکونتگاه مسکونی در کلمبیا است که در Andean Region واقع شده‌است.

## خصوصیات
پریرا ۷۰۲ کیلومترمربع مساحت و ۵۷۶٬۳۲۹ نفر جمعیت دارد و ۱٬۴۱۱ متر بالاتر از سطح دریا واقع شده‌است.

## خواهرخوانده
شهرهای مریدا، یوکاتان و فولسوم، کالیفرنیا خواهرخوانده‌های پریرا (کلمبیا) هستند.